# سری آ ۲۳–۲۰۲۲
سری آ ۲۳–۲۰۲۲ که به دلیل حامی مالی آن به عنوان سری آ TIM شناخته می‌شود، ۱۲۱ مین دوره از سطح اول فوتبال در ایتالیا، ۹۱ مین دوره از این مسابقات در قالب رقابت‌های دوره‌ای و سیزدهمین فصل از زمان تشکیل آن تحت نظارت کمیته اجرایی لیگ، لگا سری آ بود.
باشگاه فوتبال آ.ث. میلان به عنوان مدافع قهرمانی پا به عرصه رقابت‌های این فصل گذاشت. در ۴ مه ۲۰۲۳، باشگاه فوتبال ناپولی پس از تساوی ۱–۱ خارج از خانه مقابل اودینزه، سومین عنوان قهرمانی سری آ پس از سال ۱۹۹۰ به دست آورد.

## خلاصه
از فصل ۲۳–۲۰۲۲، در صورتی که تیم‌های اول و دوم یا هفدهم و هجدهم در پایان فصل از نظر امتیازی مساوی باشند، یک تک بازی پلی آف در یک ورزشگاه بی‌طرف برگزار می‌شود تا عنوان قهرمانی یا تیم سقوط کرده مشخص شود این بازی درصورت تساوی در وقت قانونی وقت اضافه نخواهد داشت و دو تیم پس پایان ۹۰ دقیقه به زدن ضربات پنالتی خواهند پرداخت. این اولین باری است که این قانون از زمان مبارزات ۰۵–۲۰۰۴ استفاده می‌شود. در ژانویه ۲۰۲۳، یوونتوس ۱۵ امتیاز به عنوان مجازات برای نقض قانون فیرپلی مالی کسر شد. در آوریل ۲۰۲۳، این تصمیم در دادگاه استیناف رد شد و این امتیازات به یوونتوس پس داده شد. با این حال، پس از تحقیقات جدید، از یوونتوس در ماه مه ۲۰۲۳ ۱۰ امتیاز کسر شد.

## تیم‌ها
کالیاری پس از ۶ سال حضور در لیگ برتر، جنوا پس از ۱۵ سال و ونزیا تنها پس از یک سال حضور در لیگ برتر سقوط کرد. و تیم‌های لچه، قهرمان سری بی، کرمونزه، نایب قهرمان سری بی و مونزا، برنده پلی آف سری بی جایگزین شدند. لچه پس از ۲ سال غیبت به لیگ برتر بازگشت، در حالی که کرمونزه پس از ۲۶ سال غیبت بازگشت و مونزا برای اولین بار در تاریخ باشگاه به سری آ صعود کرد.

### مربیان به همراه تیم
| تیم                   | سرمربی             | موقعیت     | ورزشگاه                          | ظرفیت  |
| --------------------- | ------------------ | ---------- | -------------------------------- | ------ |
| آتالانتا              | جان پیرو گاسپرینی  | برگامو     | ورزشگاه آتلتی آتزوری دایتالیا    | ۲۵٬۰۰۰ |
| سالرنیتانا            | داویده نیکولا      | سالرنو     | ورزشگاه آرکی                     | ۳۱٬۲۰۰ |
| بولونیا               | سینیشا میهایلوویچ  | بولونیا    | ورزشگاه رناتو دلارا              | ۳۶٬۴۶۲ |
| لچه                   | مارکو بارونی       | لچه        | ورزشگاه ویا دل ماره              | ۳۶٬۳۰۰ |
| باشگاه فوتبال پیزا    | لوکا دی آنجلو      | پیزا       | ورزشگاه رومئو آنکونتانی          | ۱۴٬۸۶۹ |
| فیورنتینا             | وینچنزو ایتالیانو  | فلورانس    | ورزشگاه آرتمیو فرانکی            | ۴۵٬۰۰۰ |
| باشگاه فوتبال کرمونزه | ماسیمیلیانو آلوینی | کرمونا     | ورزشگاه جووانی زینی              | ۲۰٬۶۴۱ |
| هلاس ورونا            | گابریل سیوفی       | ورونا      | ورزشگاه مارک آنتونیو بنتگودی     | ۳۹٬۳۷۱ |
| اینتر میلان           | سیمونه اینزاگی     | میلان      | ورزشگاه جوزپه مه آتزا            | ۷۵٬۹۲۳ |
| یوونتوس               | ماسیمیلیانو آلگری  | تورین      | ورزشگاه آلیانز                   | ۴۱٬۵۰۷ |
| لاتزیو                | مائوریتزیو ساری    | رم         | ورزشگاه المپیک رم                | ۷۰٬۶۳۴ |
| میلان                 | استفانو پیولی      | میلان      | ورزشگاه سن سیرو                  | ۷۵٬۹۲۳ |
| ناپولی                | لوچانو اسپالتی     | ناپل       | ورزشگاه سن پائولو                | ۵۴٬۷۲۶ |
| امپولی                | پائولو زانتی       | امپولی     | ورزشگاه کارلو کاستلانی           | ۱۶٬۲۸۴ |
| رم                    | خوزه مورینیو       | رم         | ورزشگاه المپیک رم                | ۷۰٬۶۳۴ |
| سمپدوریا              | مارکو جامپائولو    | جنوآ       | ورزشگاه لوئیجی فراری             | ۳۶٬۵۹۹ |
| ساسوئولو              | آلسیو دیونیسی      | ساسوئولو   | ورزشگاه ماپی – چیتا دل تریکولوره | ۲۳٬۷۱۷ |
| اسپتزیا               | لوکا گوتی          | لا اسپتزیا | ورزشگاه آلبرتو پیکو              | ۲۳٬۸۶۰ |
| تورینو                | ایوان یوریچ        | تورین      | ورزشگاه المپیک تورین             | ۲۷٬۹۵۸ |
| اودینزه               | آندریا سوتیل       | اودینه     | ورزشگاه فریولی                   | ۲۵٬۱۴۴ |

### مربیان جدا شده و علت جدایی
| تیم        | مربی جدا شده       | نحوه جدا شدن  | تاریخ جدا شدن | رتبه در جدول | مربی جایگزین شده   | تاریخ انتصاب |
| ---------- | ------------------ | ------------- | ------------- | ------------ | ------------------ | ------------ |
| کرمونزه    | فابیو پکیا         | استعفا        | 21 May 2022   | پیش فصل      | ماسیمیلیانو آلوینی | 1 July 2022  |
| هلاس ورونا | ایگور تودور        | توافقی        | 28 May 2022   | پیش فصل      | گابریل سیوفی       | 1 July 2022  |
| اودینزه    | گابریل سیوفی       | پایان قرارداد | 30 May 2022   | پیش فصل      | آندریا سوتیل       | 1 July 2022  |
| امپولی     | اورلیو آندره‌آتزولی | پایان قرارداد | 1 June 2022   | پیش فصل      | پائولو زانتی       | 1 July 2022  |
| اسپتزیا    | تیاگو موتا         | توافقی        | 28 June 2022  | پیش فصل      | لوکا گوتی          | 1 July 2022  |

## جدول
| رتبه | تیم          | بازی | برد | مساوی | باخت | گل زده | گل خورده | گل تفاضل | امتیاز | صعود یا سقوط                           |
| ---- | ------------ | ---- | --- | ----- | ---- | ------ | -------- | -------- | ------ | -------------------------------------- |
| ۱    | ناپولی (C)   | ۳۸   | ۲۸  | ۶     | ۴    | ۷۷     | ۲۸       | ۴۹+      | ۹۰     | صعود به مرحله گروهی لیگ قهرمانان اروپا |
| ۲    | لاتزیو       | ۳۸   | ۲۲  | ۸     | ۸    | ۶۰     | ۳۰       | ۳۰+      | ۷۴     | صعود به مرحله گروهی لیگ قهرمانان اروپا |
| ۳    | اینتر میلان  | ۳۸   | ۲۳  | ۳     | ۱۲   | ۷۱     | ۴۲       | ۲۹+      | ۷۲     | صعود به مرحله گروهی لیگ قهرمانان اروپا |
| ۴    | آ.ث. میلان   | ۳۸   | ۲۰  | ۱۰    | ۸    | ۶۴     | ۴۳       | ۲۱+      | ۷۰     | صعود به مرحله گروهی لیگ قهرمانان اروپا |
| ۵    | آتالانتا     | ۳۸   | ۱۹  | ۷     | ۱۲   | ۶۶     | ۴۸       | ۱۸+      | ۶۴     | صعود به مرحله گروهی لیگ اروپا          |
| ۶    | رم           | ۳۸   | ۱۸  | ۹     | ۱۱   | ۵۰     | ۳۸       | ۱۲+      | ۶۳     | صعود به مرحله گروهی لیگ اروپا          |
| ۷    | یوونتوس      | ۳۸   | ۲۲  | ۶     | ۱۰   | ۵۶     | ۳۳       | ۲۳+      | ۶۲     | ۰صعود به مرحله پلی‌آف لیگ کنفرانس اروپا |
| ۸    | فیورنتینا    | ۳۸   | ۱۵  | ۱۱    | ۱۲   | ۵۳     | ۴۳       | ۱۰+      | ۵۶     |                                        |
| ۹    | بولونیا      | ۳۸   | ۱۴  | ۱۲    | ۱۲   | ۵۳     | ۴۹       | ۴+       | ۵۴     |                                        |
| ۱۰   | تورینو       | ۳۸   | ۱۴  | ۱۱    | ۱۳   | ۴۲     | ۴۱       | ۱+       | ۵۳     |                                        |
| ۱۱   | مونتزا       | ۳۸   | ۱۴  | ۱۰    | ۱۴   | ۴۸     | ۵۲       | ۴−       | ۵۲     |                                        |
| ۱۲   | اودینزه      | ۳۸   | ۱۱  | ۱۳    | ۱۴   | ۴۷     | ۴۸       | ۱−       | ۴۶     |                                        |
| ۱۳   | ساسولو       | ۳۸   | ۱۲  | ۹     | ۱۷   | ۴۷     | ۶۱       | ۱۴−      | ۴۵     |                                        |
| ۱۴   | امپولی       | ۳۸   | ۱۰  | ۱۳    | ۱۵   | ۳۷     | ۴۹       | ۱۲−      | ۴۳     |                                        |
| ۱۵   | سالرنیتانا   | ۳۸   | ۹   | ۱۵    | ۱۴   | ۴۸     | ۶۲       | ۱۴−      | ۴۲     |                                        |
| ۱۶   | لچه          | ۳۸   | ۸   | ۱۲    | ۱۸   | ۳۳     | ۴۶       | ۱۳−      | ۳۶     |                                        |
| ۱۷   | اسپتزیا      | ۳۸   | ۶   | ۱۳    | ۱۹   | ۳۱     | ۶۲       | ۳۱−      | ۳۱     | بازی حذفی سقوط                         |
| ۱۸   | هلاس ورونا   | ۳۸   | ۷   | ۱۰    | ۲۱   | ۳۱     | ۵۹       | ۲۸−      | ۳۱     | بازی حذفی سقوط                         |
| ۱۹   | کرمونزه (R)  | ۳۸   | ۵   | ۱۲    | ۲۱   | ۳۶     | ۶۹       | ۳۳−      | ۲۷     | سقوط به سری بی                         |
| ۲۰   | سمپدوریا (R) | ۳۸   | ۳   | ۱۰    | ۲۵   | ۲۴     | ۷۱       | ۴۷−      | ۱۹     | سقوط به سری بی                         |

1. 1 2  Since the winners of the 2022–23 Coppa Italia, Internazionale, qualified for the Champions League, the Europa League berth awarded to the Coppa Italia winners is passed to the sixth-placed team, and the Europa Conference League berth awarded to the sixth-placed team is passed to the seventh-placed team.
2. ↑  Juventus was deducted 10 points as a punishment for capital gain violations.[۱۹]

## جوایز

### جوایز ماهانه
| ماه | بازیکن ماه     | بازیکن ماه | مربی ماه     | مربی ماه | گل ماه            | گل ماه |
| ماه | بازیکن         | باشگاه     | مربی         | باشگاه   | بازیکن            | باشگاه |
| --- | -------------- | ---------- | ------------ | -------- | ----------------- | ------ |
| اوت | لورنزو کولومبو | لچه        | ژوزه مورینیو | آ.اس. رم | خویچا کواراتسخلیا | ناپولی |